# دیابلو (فیلم ۲۰۱۵)
دیابلو یا شیطان (به انگلیسی: Diablo) یک فیلم دلهره‌آور روان‌شناختی در سبک ضد وسترن کانادایی-آمریکایی محصول سال ۲۰۱۵ به کارگردانی لارنس روک با بازی اسکات ایستوود، والتون گاگینز، کمیلا بل و دنی گلاور است. این اولین فیلم وسترن با بازی اسکات ایستوود، پسر نماد وسترن کلینت ایستوود بود.
این فیلم در جشنواره فیلم سن دیگو در ۲ اکتبر ۲۰۱۵ اکران شد.

## خلاصه داستان
یک جوان کهنه سرباز جنگ داخلی برای نجات همسر ربوده شده خود مجبور به سفری ناامیدانه می‌شود.

## بازخوردها
این فیلم مورد توجه منتقدان قرار نگرفت. در راتن تومیتوز، این فیلم بر اساس رای ۲۱ منتقد، با میانگین امتیاز ۳٫۴ از ۱۰، دارای ۱۹٪ امتیاز است. در متاکریتیک، این فیلم بر اساس ۹ نقد، امتیاز ۳۵ از ۱۰۰ را کسب کرده است که نشان‌دهنده «بررسی‌های عموماً نامطلوب» است.

## تم‌ها
در حالی که فیلم در ابتدا جکسون را به عنوان قهرمان سنتی وسترن معرفی می‌کند، در نهایت مشخص می‌شود که او متجاوز است. اگرچه جکسون فقط یک بار توسط شخصیت آقای کارور به آن اشاره کرده‌است، اما به وضوح از نوعی اختلال شخصیت دوگانه رنج می‌برد که در آن خود را قهرمان می‌داند و اعمال شیطانی خود را مانند اقدامات غریبه‌ای که والتون گوگینز به تصویر می‌کشد، درک می‌کند. ظاهراً او از این اقدامات (قتل مرد بزرگراه چینی، دو بومی آمریکایی که به او و کارور کمک کردند) تا بعد از برخورد با کارور بی اطلاع است. رفتار او به طرز محسوسی تغییر می‌کند تا زمانی که به‌طور خصوصی با الکساندرا، مرکز تثبیت او، متحد می‌شود.